# Croația în uniune cu Ungaria
Regatul Croației (în latină Regnum Croatiae, în croată Hrvatsko kraljevstvo or Kraljevina Hrvatska) a intrat într-o uniune personală cu Regatul Ungariei în 1102, după o perioadă de domnie a regilor dinastiilor Trpimirović și Svetoslavić și o criză de succesiune după moartea regelui Demetrius Zvonimir.

## Dinastia Arpad
Cu încoronarea regelui Coloman al Ungariei , ca "Rege al Croației și Dalmației" în 1102 la Biograd, domeniul a trecut la dinastia Árpád până în 1301, când linia de sex masculin a dinastiei s-a stins. Apoi, au condus regatele regii din Casa Capețiene de Anjou, care au fost, de asemenea, cognatic, urmașii regilor dinastiei Árpád . Secolele următoare s-au caracterizat prin: conflicte cu Mongolii, care au jefuit Zagrebul în 1242, concurență cu Veneția pentru controlul asupra orașelor de coastă dalmațiene, și un război intern între nobilii croați.

## Parte a Monarhiei Habsburgice
După moartea lui Ludovic al II-lea în 1526, în timpul Bătăliei de la Mohács și o scurtă perioadă de dispute dinastice, ambele coroane au trecut la Casa de Habsburg a Austriei, iar țările respective au devenit parte a Monarhiei Habsburgice.